# Patrick Manning (Ruderer)
Patrick „Pat“ Francis Manning Jr. (* 5. Juni 1967 in Poughkeepsie, New York) ist ein ehemaliger amerikanischer Ruderer.
Der 1,90 m große Patrick Manning belegte bei den Weltmeisterschaften 1989 den vierten Platz mit dem Achter. Im Jahr darauf ruderte er im Vierer ohne Steuermann, mit dem er den neunten Platz bei den Weltmeisterschaften 1990 belegte. 1991 gewann der Vierer mit Thomas Bohrer, Patrick Manning, Jeffrey McLaughlin und Michael Porterfield bei den Weltmeisterschaften 1991 die Silbermedaille hinter den Australiern und vor dem deutschen Vierer. Mit Douglas Burden für Porterfield belegten Bohrer, Manning und McLaughlin auch bei den Olympischen Spielen 1992 den zweiten Platz hinter den Australiern, Bronze erhielten die Slowenen. Seine letzte internationale Regatta ruderte Manning bei den Weltmeisterschaften 1994 in Indianapolis, im Zweier ohne Steuermann belegten Thomas Bohrer und Manning den achten Platz.